# Stephanocircidae
Stephanocircidae (лат.) — семейство блох. Австралия и Южная Америка. Около 50 видов, 9 родов и 2 подсемейства. Характеризуются специфическим строением головы, имеющей отдельную фронтальную часть («helmet») и эдеагусом с тонкой аподемой, покрытой мембраной. Подсемейство Stephanocircinae представлено в Австралии и паразитирует на различных сумчатых и крысах. Подсемейство Craneopsyllinae встречается в Южной Америке и паразитирует на хомяках, живущих в альпийской зоне Анд. Паразитирование на сумчатых, не имеющих гнёзд, привело к морфологическим адаптациям, напоминающим блох семейства Ischnopsyllidae, которые живут на рукокрылых млекопитающих.
- Craneopsyllinae Wagner, 1939 — 43 вида, Неотропика
  - Barreropsylla  Jordan, 1953
  - Cleopsylla  Rothschild, 1914
  - Craneopsylla  Rothschild, 1911
  - Nonnopsylla  Wagner, 1938
  - Plocopsylla  Jordan, 1931
  - Sphinctopsylla  Jordan, 1931
  - TiarapsyllaWagner, 1937
- Stephanocircinae Wagner, 1928 — 8 видов, Австралия
  - Coronapsylla  Traub & Dunnet, 1973
    - Coronapsylla jarvisi (Rothschild, 1908)

  - Stephanocircus  Skuse, 1893[3][4]
    - Stephanocircus concinnus Rothschild, 1916
    - Stephanocircus dasyuri Skuse, 1893
    - Stephanocircus domrowi Traub et Dunnet, 1973
    - Stephanocircus greeni Traub et Dunnet, 1973
      - Stephanocircus greeni greeni Traub et Dunnet, 1973
      - Stephanocircus greeni tasmanica Traub et Dunnet, 1973

    - Stephanocircus harrisoni Traub et Dunnet, 1973
    - Stephanocircus pectinipes Rothschild, 1915
    - Stephanocircus simsoni Rothschild, 1905